# Luca Baudo
Luca Baudo (Novara, 1460 - 1465 – Genova, 1509 - 1510) è stato un pittore italiano.

## Biografia
Luca Baudo viene menzionato per la prima volta in Liguria in documenti del 1481, quando è registrato al sedicesimo posto della Matricula artis pictorie et scutarie. Egli dovette nascere, probabilmente a Novara, fra il 1460 e il 1465. Nel 1491 risulta sposato con Bianchinetta, sorella del collega Giovanni Barbagelata. Non si possiede alcuna testimonianza sulla sua formazione e sull'attività precedente il soggiorno ligure. Console dell'arte per tre anni consecutivi, dal 1498 al 1500 dovette incontrare il favore di diversi committenti, poiché è frequentemente citato in numerosi documenti di commissione. Alla fine del 1510 risulta morto, lasciando incompiuto un dipinto con la Vergine e Santi, destinato alla Sala del Senato Genovese. 
Studi critici svolti intorno al 1925 hanno permesso di ricostruire la personalità di Luca Baudo in base alla conoscenza di un gruppo di sue opere firmate e datate, comprese fra il 1493 e il 1503. Una di esse, La Natività del 1493, è oggi patrimonio del Museo di Sant'Agostino. 
Per quanto riguarda l'altra opera visibile in Genova, risale al 29 marzo 1497 il contratto per il polittico di Sant'Agostino fra i Santi  Monica e Ambrogio, ordinato da Gerolamo e Battista Lomellini per la Chiesa di San Teodoro dove si trova attualmente. In quest'opera il pittore ha raggiunto una maggiore padronanza del mezzo stilistico, ma le peculiarità pittoriche di fondo rimangono a testimoniare l'evoluzione di un'artista che, fra il 1490 e il 1510, esercita un ruolo tutt'altro che secondario nel panorama pittorico della Liguria.